# Тубулопатии
Ту́булопати́и — группа патологических, преимущественно наследственных состояний детского возраста, протекающих с нарушением канальцевого транспорта органических веществ и электролитов в почках.

## Патогенез
При первичных тубулопатиях транспорт веществ и электролитов нарушен преимущественно в мембранах почечных канальцев.

### Генез первичных тубулопатий
по Ю. Е. Вельтищеву, 1989:
- изменение структуры мембранных белков-носителей:
- энзимопатии — наследственно обусловленная недостаточность ферментов, обеспечивающих активный мембранный транспорт;
- изменение чувствительности рецепторов клеток канальцевого эпителия к действию гормонов;
- изменение общей структуры цитомембран клеток

При вторичных тубулопатиях дефект мембранного транспорта веществ и электролитов имеет генерализованный характер.

### Генез вторичных тубулопатий
по Ю. Е. Вельтищеву, 1989, Л. В. Леоновой и Т. Е. Ивановской, 1989
- наследственные повреждения транспортных систем канальцев;
- приобретенные болезни обмена в связи с нарушением метаболизма за пределами нефрона;
- изменение структуры цитомембран при дисплазиях;
- воспалительные заболевания почек

## Классификация

### Классификация по локализации дефекта
по Е. Ю. Вельтищеву, 1989
ПРОКСИМАЛЬНЫЕ ИЗВИТЫЕ КАНАЛЬЦЫ
- Первичные тубулопатии — Синдром де Тони-Дебре-Фанкони, глюкозаминовый диабет, Почечная глюкозурия, фосфат-диабет, аминоацидурия (цистинурия, иммуноглицеринурия, болезнь Хартнапа, глицеринурия, почечный тубулярный ацидоз 2 типа)
- Вторичные тубулопатии — цистиноз, синдром Лоу, тирозинемия, галактоземия, гликогенозы, наследственная непереносимость фруктозы, при отравлении тяжелыми металлами, болезнь Вильсона-Коновалова, первичный гиперпаратиреоидизм, целиакия, синдром Альпорта, сахарный диабет, ксантинурия.

ДИСТАЛЬНЫЕ ИЗВИТЫЕ КАНАЛЬЦЫ И СОБИРАТЕЛЬНЫЕ ПРОТОКИ
- Только первичные — почечный несахарный диабет, почечный тубулярный ацидоз 1 типа, псевдогипоальдостеронизм (почечный солевой диабет).

ОБЩЕЕ ПОВРЕЖДЕНИЕ КАНАЛЬЦЕВОГО АППАРАТА
- Только вторичные — ХПН, нефронофтиз Фанкони.

### Классификация по ведущему синдрому
СИНДРОМ ПОЛИУРИИ
- Первичные — почечная глюкозурия, почечный несахарный диабет, псевдогипоальдостеронизм
- Вторичные — нефронофтиз Фанкони, пиелонефрит, цистиноз, тирозинемия, ХПН

СИНДРОМ АНОМАЛИЙ СКЕЛЕТА (ПОЧЕЧНЫЕ ОСТЕОПАТИИ)
- Первичные — фосфат-диабет, Синдром де Тони — Дебре — Фанкони, почечный тубулярный ацидоз
- Вторичные — Витамин-Д-зависимый рахит, гипофосфатазия, целиакия, псевдогипопаратиреоидизм

НЕФРОЛИТИАЗ
- Первичные — цистинурия, глицинурия, иминоглицинурия
- Вторичные — оксалоз и вторичная гипероксалурия, ксантинурия, синдром Леша-Нихана.